# Pirroloquinolina quinona
La Pirroloquinolina quinona (PQQ) fue descubierta por J.G. Hauge como el tercer cofactor enzimático luego de la nicotinamida y flavina en bacterias, aunque habían hipotetizado que se trataba de una naftoquinona. Anthony y Zatman también encontraron el cofactor redox desconocido en la enzima alcohol deshidrogenasa, y lo llamaron metoxatina. En 1979, Salisbury et al., como así también Duine et al. extrajeron este grupo prostético de la metanol deshidrogenasa de metilotropos e identificaron su estructura molecular. Adachi et al. identificaron que la PQQ también se encontraba en Acetobacter.
Las enzimas que contienen PQQ se denominan quinoproteínas. La glucosa deshidrogenasa, una de las quinoproteínas, se utiliza como sensor de glucosa. Subsecuentemente se encontró que la PQQ estimulaba el crecimiento bacteriano. Adicionalmente se han encontrado efectos antioxidantes y neuroprotectivos.

## Biogénesis mitocondrial
En 2010, investigadores de la Universidad de California, publicaron un trabajo revisado por pares demostrando que la PQQ desempeña un papel crítico en el crecimiento y desarrollo de células pluripotentes gracias a su habilidad única para activar vías de señalización que se encuentran directamente involucradas en el desarrollo y función del metabolismo energético celular.
Más significativamente, el estudio demuestra que la PQQ no solo protege a las mitocondrias del estrés oxidativo, sino que promueve la generación espontánea de nuevas mitocondrias dentro de las células envejecidas, un proceso conocido como biogénesis mitocondrial. Las implicaciones de este descubrimiento para la salud humana y longevidad es significativo, porque el único otro método conocido para estimular la biogénesis mitocondrial en humanos añosos es el ejercicio aeróbico intenso, restricción calórica, y ciertas medicaciones tales como las tiazolidinedionas y la medicación para la diabetes metformina.

### Activación de moléculas de señalización
El equipo de investigadores de la Universidad de California analizó la influencia de la PQQ sobre las vías de señalización celulares involucradas en la generación de nuevas mitocondrias y encontró que hay tres moléculas de señalización activadas por la PQQ que causan que las células sufran una biogénesis mitocondríal espontánea:
- La PQQ activa la expresión de PCG-1α (peroxisome proliferator-activated receptor gamma coactivator 1-alpha), un regulador maestro que moviliza a las células en respuesta a varios detonadores externos. Estimula directamente a genes que promueven la respiración mitocondrial y celular, crecimiento y proliferación. Su capacidad de regular a la alta el metabolismo celular a nivel genético, afecta favorablemente a la presión sanguínea, colesterol y degradación de triglicéridos, y la aparición de obesidad.[14]

- La PQQ desencadena la proteína de señalización CREB (cAMP-response element-binding protein), la cual desempeña un papel pivotante en el desarrollo embrional y en el crecimiento. Interactúa además beneficiosamente con las histonas, proteínas involucradas en el empaquetamiento y organización del ADN celular.[15] La proteína CREB además estimula el crecimiento de nuevas mitocondrias.

- La PQQ regula una proteína de señalización celular recientemente descubierta llamada DJ-1. Así como la PCG-1α y CREB, DJ-1 se encuentra involucrada en la función celular y supervivencia, ha demostrado prevenir la muerte celular combatiendo el estrés oxidativo intenso,[16][17] y es muy importante para la salud del cerebro y su funcionamiento. Las mutaciones de la DJ-1 han demostrado conclusivamente estar relacionadas con la aparición temprana de algunas formas raras de enfermedad de Parkinson hereditaria y otros desórdenes neurológicos.[cita requerida]

### Neuroproteción
La PQQ es un compuesto neuroprotectivo que ha demostrado en un pequeño número de estudios preliminares proteger la memoria y la cognición en animales añosos y en humanos. La suplementación con PQQ estimula la producción y liberación de factores de crecimiento nervioso de parte de las células que sostienen a las neuronas en el cerebro, uno de los posibles mecanismos para mejorar la función de la memoria que aparentemente se produce en animales y humanos ancianos.
La PQQ también ha demostrado poseer un efecto protector contra la autooxidación de la proteína DJ-1, uno de los primeros pasos en la aparición temprana de algunas formas de enfermedad de Parkinson.
La PQQ también protege a las neuronas contra la injuria oxidativa que sigue al daño por isquemia y reperfusión, es decir el daño inflamatorio y oxidativo que resulta del súbito retorno de sangre y nutrientes a los tejidos que habían sido privados de ellos por el ataque. Las especies reactivas de nitrógeno (ERNs) aumentan espontáneamente luego de un ataque cerebral o de un daño en la médula espinal lo cual impone un estrés severo a las neuronas dañadas, contribuyendo al daño neurológico a largo plazo subsecuente. La PQQ suprime las ERNs en ataques cerebrales inducidos experimentalmente, y provee una protección adicional luego de una lesión en la médula espinal bloqueando la óxido nítrico sintasa inducible (iNOS), la mayor fuente de ERNs.
En modelos animales, la administración de PQQ inmediatamente antes a la inducción de un ataque reduce significativamente el tamaño del área cerebral dañada. Estas observaciones han sido compuestas con la observación in vivo de que la PQQ protege contra la posibilidad de un ataque cerebral severo en modelos animales para ataque e hipoxia cerebrales.
La PQQ además afecta algunos de los sistemas neurotransmisores cerebrales. Protege a las neuronas modulando las propiedades del receptor de N-metil-D-aspartato (NMDA), reduciendo así la excitoxicidad, es decir el daño a largo plazo como consecuencia de la sobreestimulación de las neuronas que se encuentran asociadas con muchas enfermedades neurodegenerativas y convulsiones.
La PQQ además protege al cerebro de la neurotoxicidad inducida por otras toxinas poderosas, incluyendo el mercurio (uno de los factores sospechosos en el desarrollo del Alzheimer) y la oxidopamina (una potente neurotoxina utilizada por los científicos para inducir Parkinsonismo en los animales de laboratorio destruyendo a las neuronas dopaminérgicas y noradrenérgicas.)
La PQQ previene la agregación de la alfa-sinucleína, una proteína asociada con la enfermedad de Parkinson. Protege además a las células nerviosas de los efectos tóxicos de la proteína beta amiloide vinculada con la enfermedad de Alzheimer, y reduce la formación de nuevos agregados beta amiloides.

### Cardioprotección
El daño en un ataque de corazón, como en el de cerebro, se produce vía injuria isquémica de reperfusión. La administración de PQQ reduce el tamaño de las áreas dañadas en los modelos animales de infarto agudo de miocardio. Significativamente, esto ocurre independientemente de si el producto es administrado antes o después del evento isquémico en si, sugiriendo que la administración dentro de las primeras horas de respuesta médica podría ofrecer grandes beneficios a las víctimas de un infarto de corazón.
Investigadores de la Universidad de California, en San Francisco investigaron este potencial, comparando a la PQQ con el betabloqueante metoprolol, un tratamiento post infarto de miocardio estándar. Independientemente ambos tratamientos reducen el tamaño de las áreas dañadas y protegen contra la disfunción del músculo cardíaco. Cuando se administran conjuntamente, la presión de bombeo del ventrículo izquierdo se ve mejorada. La combinación de PQQ con metoprolol además aumenta la producción de energía mitocondrial, pero el efecto es modesto comparado con la acción de la PQQ sola. Solo la PQQ reduce favorablemente la peroxidación lipídica. Estos resultados condujeron a los investigadores a concluir que la PQQ es "superior al metoprolol para proteger a las mitocondrias del daño oxidativo causado por isquemia/reperfusión".
Subsecuentemente los investigadores también demostraron que la PQQ ayuda a las células musculares a resistir el estrés oxidativo agudo preservando y mejorando la función mitocondrial.

### Radioprotección
En un estudio de envenenamiento por radiación gama, 4 mg/Kg de PQQ mejoró la supervivencia a 30 días de 2/20 a 12/20 individuos bajo una dosis de 8 Gy.

### Dosificación del suplemento
A pesar de haber sido propuesta como un nutriente esencial, no se ha establecido un nivel de ingesta diaria recomendado.

## Controversias
Aunque la Revista Nature publicó en 2003 un trabajo de Kasahara y Kato, el cual esencialmente establecía que la PQQ era una nueva vitamina, posteriormente en 2005 también publicaron un artículo de Chris Anthony y su colega L.M. Fenton de la Universidad de Southhampton el cual dice que el trabajo de Kasahara y Kato de 2003 llegaba a conclusiones incorrectas e insustanciales. En su sitio web, Anthony discute las publicaciones de la Revista Nature:

Cuando le señalé a la Revista Nature que su alta reputación estaba siendo utilizada para justificar inversiones de millones de dólares en el desarrollo de la PQQ como vitamina, investigaron en la publicación original, acordaron con nuestras objeciones y publicaron nuestros argumentos en contra (Felton & Anthony, Nature Vol. 433, 2005). Además publicaron (entre otros) un trabajo de Rucker desacordando con las conclusiones de Kasahara y Kato sobre el terreno nutricional, concluyendo que "hasta el momento no hay suficiente información disponible como para establecer que la PQQ desempeña una función única como vitamina esencial en animales."

Anthony más tarde sentenció en su sitio web que "no se han descrito enzimas que contengan PQQ en animales (quinoproteínas)" y que por lo tanto la PQQ no puede ser llamada "vitamina". Esta última sentencia es una exageración, ya que hay al menos cuatro quinoproteínas humanas, cuyas actividades enzimáticas son dependientes de la PQQ:
1. Serina/treonina-proteína kinasa/endorribonucleasa IRE1 (Inositol-requiring protein 1), involucrada en la respuesta a proteínas no plegadas, en Uniprot listada con el número de secuencia O75460[47]),
2. flavina reductasa (Biliverdina reductasa B, en Uniprot P30043[48]),
3. Acil-CoA sintetasa miembro 4 de la familia (L-aminoadipato-semialdehído deshidrogenasa, en Uniprot Q4L235[49]) y
4. Dopamina beta-hidroxilasa (Dopamina beta-monooxigenasa, P09172 en Uniprot[50]).

Kasahara y Kato presentaron un análisis de los datos enzimológicos de la L-aminoadipato-semialdehído deshidrogenasa.